# Реляции иезуитов

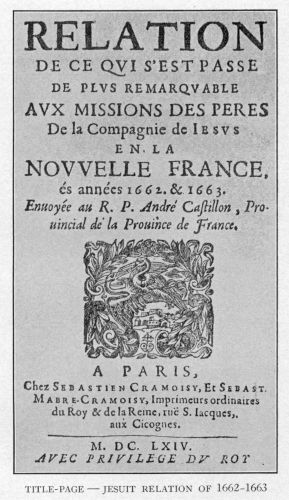
Обложка гутенберговского издания «Реляций иезуитов», 1664 год

«Реляции иезуитов» (фр. Relations des jésuites) — литературно-исторический памятник XVII века; переписка миссионеров Новой Франции с Парижем, опубликованный большей частью в Париже в 1632—1672 годы; в составлении которого принимали участие Поль Лё Жён, Бартелеми Вимон, Жером Лалеман, Поль Рагено, Франсуа Ле Мерсье, Жан де Бребёф.
Позже в архиве семинарии Квебека был найден «Дневник иезуитов», изначально не предназначавшийся для публикации, поскольку фиксировал малейшие детали жизни и был не для посторонних глаз, тем не менее опубликованный в 1871 году и считающийся дополнением к «Реляциям».